# Batuhan Altıntaş (lekkoatleta)
Batuhan Altıntaş (ur. 26 kwietnia 1996) – turecki lekkoatleta specjalizujący się w biegach sprinterskich.
W 2013 był piąty na mistrzostwach świata juniorów młodszych oraz zdobył srebrny medal igrzysk solidarności islamskiej w sztafecie 4 × 400 metrów. Uczestnik mistrzostw Europy w Zurychu (2014). Rok później zdobył brąz w biegu na 400 metrów podczas juniorskiego czempionatu Europy w Eskilstunie. W 2016 Altıntaş wziął udział w eliminacjach tej samej konkurencji podczas mistrzostw Europy w Amsterdamie, lecz zajął dalsze miejsce. W 2017 zdobył złoto w sztafecie 4 × 400 metrów podczas igrzysk solidarności islamskiej w Baku.
Wielokrotny medalista i rekordzista kraju. Reprezentant Turcji w drużynowych mistrzostwach Europy.

## Osiągnięcia
| Rok  | Impreza                                  | Miejsce     | Konkurencja                 | Lokata      | Wynik   |
| ---- | ---------------------------------------- | ----------- | --------------------------- | ----------- | ------- |
| 2013 | Mistrzostwa świata juniorów młodszych    | Donieck     | bieg na 400 m               | 5. miejsce  | 47,10   |
| 2013 | Mistrzostwa Europy juniorów              | Rieti       | bieg na 400 m               | eliminacje  | 47,82   |
| 2013 | Mistrzostwa Europy juniorów              | Rieti       | sztafeta 4 × 400 m          | 8. miejsce  | 3:13,93 |
| 2013 | Igrzyska solidarności islamskiej         | Palembang   | sztafeta 4 × 400 m          | 2. miejsce  | 3:06,43 |
| 2014 | Mistrzostwa świata juniorów              | Eugene      | bieg na 400 m               | półfinał    | 47,46   |
| 2014 | Mistrzostwa świata juniorów              | Eugene      | sztafeta 4 × 400 m          | eliminacje  | 3:10,07 |
| 2014 | Mistrzostwa Europy                       | Zurych      | bieg na 400 m               | eliminacje  | 47,35   |
| 2014 | Mistrzostwa Europy                       | Zurych      | sztafeta 4 × 400 m          | eliminacje  | 3:07,68 |
| 2015 | Mistrzostwa Europy juniorów              | Eskilstuna  | bieg na 400 m               | 3. miejsce  | 46,95   |
| 2016 | Halowe mistrzostwa świata                | Portland    | bieg na 400 m               | eliminacje  | 47,21   |
| 2016 | Mistrzostwa Europy                       | Amsterdam   | bieg na 400 m               | eliminacje  | 47,23   |
| 2016 | Mistrzostwa Europy                       | Amsterdam   | sztafeta 4 × 400 m          | eliminacje  | 3:04,65 |
| 2017 | Halowe mistrzostwa Europy                | Belgrad     | bieg na 400 m               | półfinał    | 47,89   |
| 2017 | Halowe mistrzostwa Europy                | Belgrad     | sztafeta 4 × 400 m          | 6. miejsce  | 3:15,97 |
| 2017 | Igrzyska solidarności islamskiej         | Baku        | bieg na 400 m               | 5. miejsce  | 46,82   |
| 2017 | Igrzyska solidarności islamskiej         | Baku        | sztafeta 4 × 400 m          | 1. miejsce  | 3:06,83 |
| 2017 | I liga drużynowych mistrzostw Europy     | Vaasa       | bieg na 400 m               | 2. miejsce  | 46,37   |
| 2017 | I liga drużynowych mistrzostw Europy     | Vaasa       | sztafeta 4 × 400 m          | 1. miejsce  | 3:08,01 |
| 2017 | Młodzieżowe mistrzostwa Europy           | Bydgoszcz   | bieg na 400 m               | półfinał    | 46,49   |
| 2017 | Młodzieżowe mistrzostwa Europy           | Bydgoszcz   | sztafeta 4 × 400 m          | eliminacje  | 3:10,14 |
| 2017 | Mistrzostwa świata                       | Londyn      | sztafeta 4 × 400 m          | eliminacje  | 3:15,45 |
| 2017 | Uniwersjada                              | Tajpej      | bieg na 400 m               | półfinał    | 46,86   |
| 2018 | Igrzyska śródziemnomorskie               | Tarragona   | sztafeta 4 × 400 m          | 4. miejsce  | 3:05,28 |
| 2018 | Mistrzostwa Europy                       | Berlin      | bieg na 400 m               | eliminacje  | 46,91   |
| 2018 | Mistrzostwa Europy                       | Berlin      | sztafeta 4 × 400 m          | eliminacje  | 3:07,83 |
| 2019 | Igrzyska europejskie                     | Mińsk       | sztafeta mieszana 4 × 400 m | 3. miejsce  | 3:20,31 |
| 2019 | Uniwersjada                              | Neapol      | bieg na 400 m               | półfinał    | 47,18   |
| 2019 | I liga drużynowych mistrzostw Europy     | Sandnes     | sztafeta 4 × 400 m          | 1. miejsce  | NM      |
| 2021 | I liga drużynowych mistrzostw Europy     | Kluż-Napoka | sztafeta 4 × 400 m          | 3. miejsce  | 3:04,96 |
| 2022 | Mistrzostwa Europy                       | Monachium   | sztafeta 4 × 400 m          | eliminacje  | 3:06,68 |
| 2023 | I dywizja drużynowych mistrzostw Europy  | Chorzów     | bieg na 200 m               | 13. miejsce | 21,19   |
| 2023 | I dywizja drużynowych mistrzostw Europy  | Chorzów     | sztafeta 4 × 100 m          | 7. miejsce  | 38,96   |
| 2023 | Uniwersjada                              | Chengdu     | bieg na 200 m               | półfinał    | 20,99   |
| 2023 | Uniwersjada                              | Chengdu     | sztafeta 4 × 100 m          | 7. miejsce  | 39,69   |
| 2024 | World Athletics Relays                   | Nassau      | sztafeta 4 × 100 m          | repasaże    | 39,76   |
| 2024 | Mistrzostwa Europy                       | Rzym        | sztafeta 4 × 100 m          | eliminacje  | 39,57   |
| 2025 | II dywizja drużynowych mistrzostw Europy | Maribor     | sztafeta 4 × 100 m          | 6. miejsce  | 39,38   |

## Rekordy życiowe
- Bieg na 300 metrów – 32,76 (2016)
- Bieg na 400 metrów – 45,85 (2017)
- Bieg na 400 metrów (hala) – 46,55 (2016) rekord Turcji